# Wielka Pustelnica

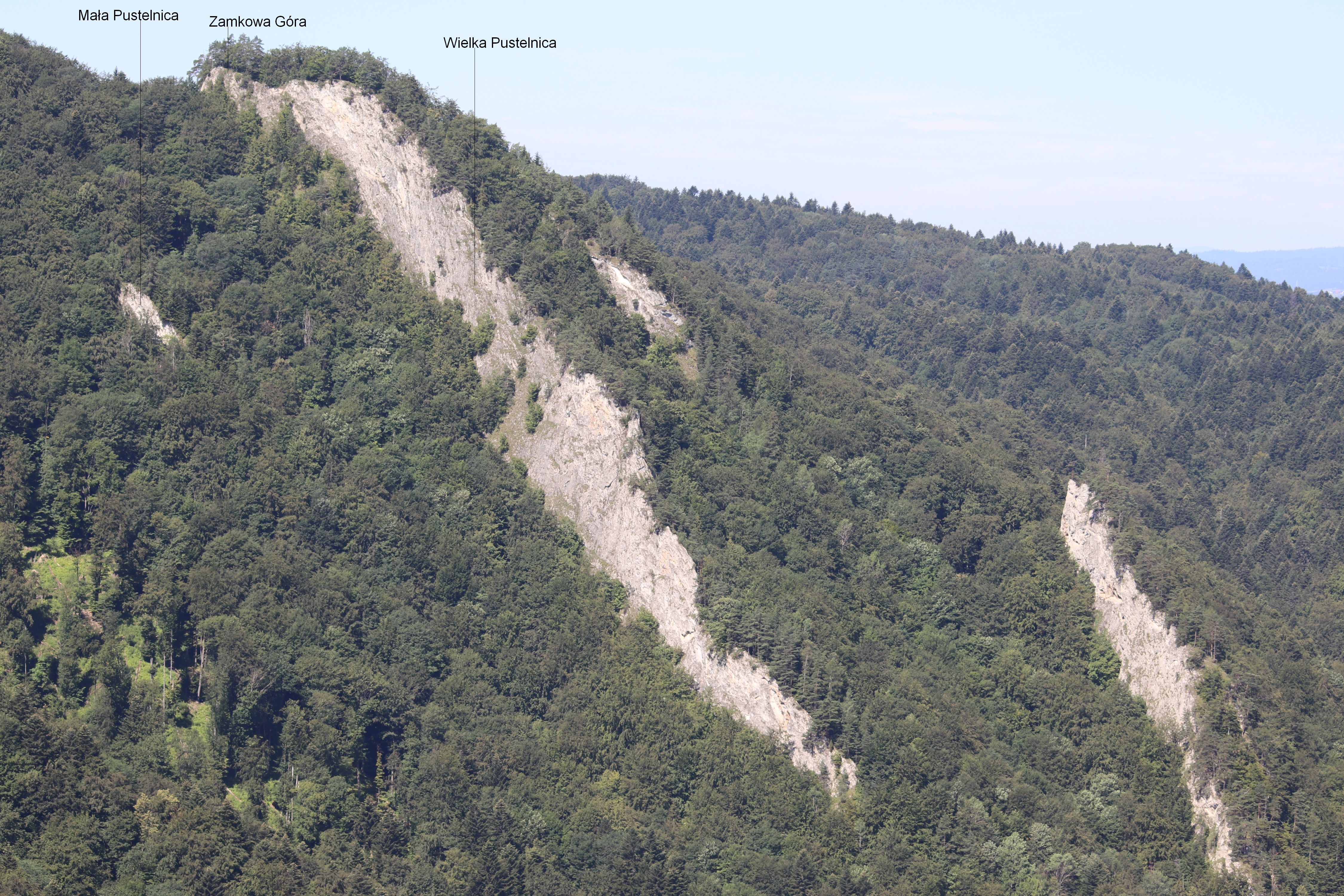
Widok z Sokolicy

Wielka Pustelnica (745 m) – wybitna skalna grzęda opadająca ze szczytu Zamkowej Góry w Pieninach do Pienińskiego Potoku. Opada ku południu i północy nagimi wapiennymi, urwistymi ścianami. W ich dolnej części są odsłonięcia czerwonych i zielonych radiolarytów. Grań Wielkiej Pustelnicy jest wąska, porośnięta pojedynczymi okazami modrzewia polskiego. W jej zachodniej części jest pionowy uskok o wysokości 20 m, a w grzędzie znajduje się Jaskinia Pienińska przebijająca Wielką Pustelnicę na wylot. W skałach Wielkiej Pustelnicy znajdują się tzw. „ogródki św. Kingi” – skupiska kserofilnych roślin naskalnych.
Niżej, w porośniętym lasem, stromym, południowym stoku Zamkowej Góry znajduje się dużo mniejsza Mała Pustelnica. Nazwa obydwu Pustelnic pochodzi od dawniej istniejącej na Zamkowej Górze Pustelni Pienińskiej. Oprócz dwóch Pustelnic w stromych, urwiskowych zboczach Zamkowej Góry są jeszcze dwie wystające ponad korony drzew skały. Wszystkie są dobrze widoczne z Sokolicy.
Wielka Pustelnica znajduje się w Pienińskim Parku Narodowym w granicach Krościenka nad Dunajcem w województwie małopolskim, w powiecie nowotarskim. Jest niedostępna turystycznie.